# IPRED2
La direttiva sulle misure penali in merito all'applicazione dei diritti di proprietà intellettuale, nota anche come IPRED2, era una proposta direttiva europea, ritirata nel 2010. La proposta era giunta all'esame del Parlamento nell'aprile 2007 e mira a modificare la direttiva sul rispetto dei diritti di proprietà intellettuale 2004/48/EC; poiché quest'ultima direttiva è nota anche come IPRED, questa ha preso il nome di IPRED2.
Anche l'originaria direttiva conteneva, in fase di presentazione, norme penali, che erano state omesse per riuscire ad ottenere l'approvazione entro il  1º maggio 2004.
L'eurodeputato italiano Nicola Zingaretti, da relatore, accolse la proposta della Commissione ma propose una serie di emendamenti. 
Un emendamento presentato in Commissione giuridica da Umberto Guidoni, in particolare, sulla base del fair use prima esistente  nel diritto americano, chiedeva che la riproduzione in copie o su supporto audio o con qualsiasi altro mezzo, a fini di critica, recensione, informazione, insegnamento (compresa la produzione di copie multiple per l'uso in classe), studio o ricerca, «non sia qualificato come reato».